# ニューヨーク・ミニット
『ニューヨーク・ミニット』（原題：New York Minute）は2004年に制作されたアメリカ映画。オルセン姉妹主演のコメディ映画。日本でも公開が予定されていたが、北米での興行が失敗した影響で、日本での公開は中止となった。

## あらすじ
ジェーンとロクシーは双子の姉妹だが、ジェーンは真面目な優等生で、ロクシーは学校をよくサボる問題児で性格がまるで異なる。ある日、ジェーンはスピーチコンテストに、ロクシーはシンプル・プランのPV撮影のためにニューヨークに向かう。だが、ロクシーが無賃乗車したために、ロクシーはもちろん、ジェーンまで列車から締め出された。これに端を発して、リムジンの運転手に襲われそうになったり、ホテルの部屋に侵入する羽目になったり、果てはサボリ取締官マックス・ロマックスに追われることになってしまう。その間にもジェーンのスピーチの時間が刻々と近づく。

## キャスト
（）内は吹き替えキャスト
- ジェーン：アシュレー・オルセン（坂本真綾）
- ロクサーン（ロクシー）：メアリー・ケイト・オルセン（佐古真弓）
- マックス・ロマックス：ユージン・レヴィ（坂東尚樹）
- ジャスティン：ジャック・オズボーン
- ベニー：アンディ・リクター（茶風林）
- トレイ・リプトン：ジャレッド・パダレッキ（川本克彦）
- ジム：ライリー・スミス（大畑伸太郎）
- リプトン上院議員：アンドレア・マーティン（宮寺智子）
- ハドソン・マッギル：ダレル・ハモンド
- シンプル・プラン：自身
- ボブ・サゲット：自身

## ノミネート
2004年度のアメリカ映画賞、ラジー賞に2部門ノミネートされた。
- 最低主演女優賞ノミネート
- 最低スクリーンカップル賞ノミネート

## DVD
2005年1月21日、『パスポート to パリ』および『ラブ in ローマ』とともにワーナー・ホーム・ビデオから日本語版のDVDが発売された。これにより日本国内ではビデオスルーとなった。